# Rivalen der Rennbahn
Rivalen der Rennbahn ist eine deutsche Fernsehserie aus dem Jahr 1989, die elf Folgen umfasst. Der Pilotfilm wurde in Spielfilmlänge ausgestrahlt, die zehn weiteren Folgen haben eine Länge von durchschnittlich 45 Minuten. Stefan Bartmann führte Regie in allen Folgen. Thomas Fritsch und Jutta Speidel führen die Besetzungsliste an.
Das ZDF warb zum Start der Serie mit den Worten: „Liebe, Intrigen und die glamouröse Welt des Pferderennsports, das alles verspricht die elfteilige Kultserie Rivalen der Rennbahn“!

## Handlungszusammenfassung
Der erfolgreiche Jockey Christian Adler stürzt auf mysteriöse Weise von seinem Pferd und verletzt sich dabei so schwer, dass er seine aktive Karriere beenden muss. Sollte er weiter Rennen reiten, droht ihm eine Querschnittlähmung. Louise Gräfin Hayn-Hohenstein, die Christian immer unterstützt und gefördert hat, setzt sich daraufhin bei Wolf Kremer, mit dem sie ebenfalls eine enge Freundschaft verbindet, für Christian ein, um zu vermitteln, dass beide Männer den Stall, in dem die Gräfin auch ihre Pferde untergestellt hat und trainieren lässt, gemeinsam führen. Sie macht Kremer schmackhaft, dass Christians Wissen über Pferde und seine Erfahrungen dem Stall nur zuträglich sein können. Die Geschäfte laufen anfangs gut, besonders als der mehrfache Millionär und Pferdebesitzer Hans-Otto Gruber dem Stall vier seiner Pferde zum Training überlässt. Weniger günstig ist, dass Adler eine Affäre mit Grubers Frau Sylvia verbindet, die Gruber ein Dorn im Auge ist, und Christians Frau Monika dazu veranlasst hat, sich erst einmal von ihrem Mann zu trennen.
Dass Gruber mittels allerlei Intrigen den Rennstall Kremer/Adler übernehmen will, ahnt anfangs niemand. Als der Stall durch Machenschaften von Gruber schon fast vor dem Aus steht, rettet die Geschäftsfrau Thea Waasing, die noch eine alte Rechnung mit Gruber offen hat, ihn vor der drohenden Pleite, indem sie Wolf Kremer und Christian Adler ihre Pferde anvertraut. Christian fühlt sich von Anfang an zu der in ihrem Auftreten beeindruckenden Frau hingezogen. Als Adlers Bruder Bruno auf dem Hof auftaucht, verheißt das nichts Gutes. Er ist stets in irgendwelche Mauscheleien verwickelt. Letztendlich ist Bruno jedoch derjenige, der mehr zufällig dafür sorgt, dass der schöne Plan Grubers nicht aufgeht. Und auch der reiche Geschäftsmann Ziehlmann, den Gruber glaubte für seine Ziele einspannen zu können, macht dem Millionär einen Strich durch die Rechnung.
Christian hingegen muss und will noch einmal ein Rennen bestreiten, in dem es um alles oder nichts geht, da Gruber den für dieses Rennen vorgesehenen Jockey Klaus Schmittgen außer Gefecht hat setzen lassen. Er beschwört sein Pferd Samuraj, ihm zu helfen. Nur wenn Christian mit Samuraj siegreich ist, ist der Stall gerettet und Samuraj bleibt in seinem Besitz. Das fast Unmögliche wird wahr, Samuraj und Christian gewinnen das Rennen. Monika Adler, die große Ängste um ihren Mann ausgestanden hat, schließt ihn überglücklich in die Arme, während Hans-Otto Gruber zur selben Zeit von der Polizei abgeführt wird.

## Produktion

### Produktionsnotizen
Die Serie wurde von der Phoenix Film Karlheinz Brunnemann GmbH & Co. Produktions KG mit Sitz in Berlin produziert (heute UFA Fiction). Die Dreharbeiten, die 1987 begannen, erstreckten sich über einen Zeitraum von 1½ Jahren und fanden auf den Rennbahnen von Deauville, Baden-Baden, Köln, Düsseldorf, Gelsenkirchen und dem feudalen Wasserschloss von Anholt statt. Gedreht wurde zudem auf Schloss Itlingen in Forsthövel.

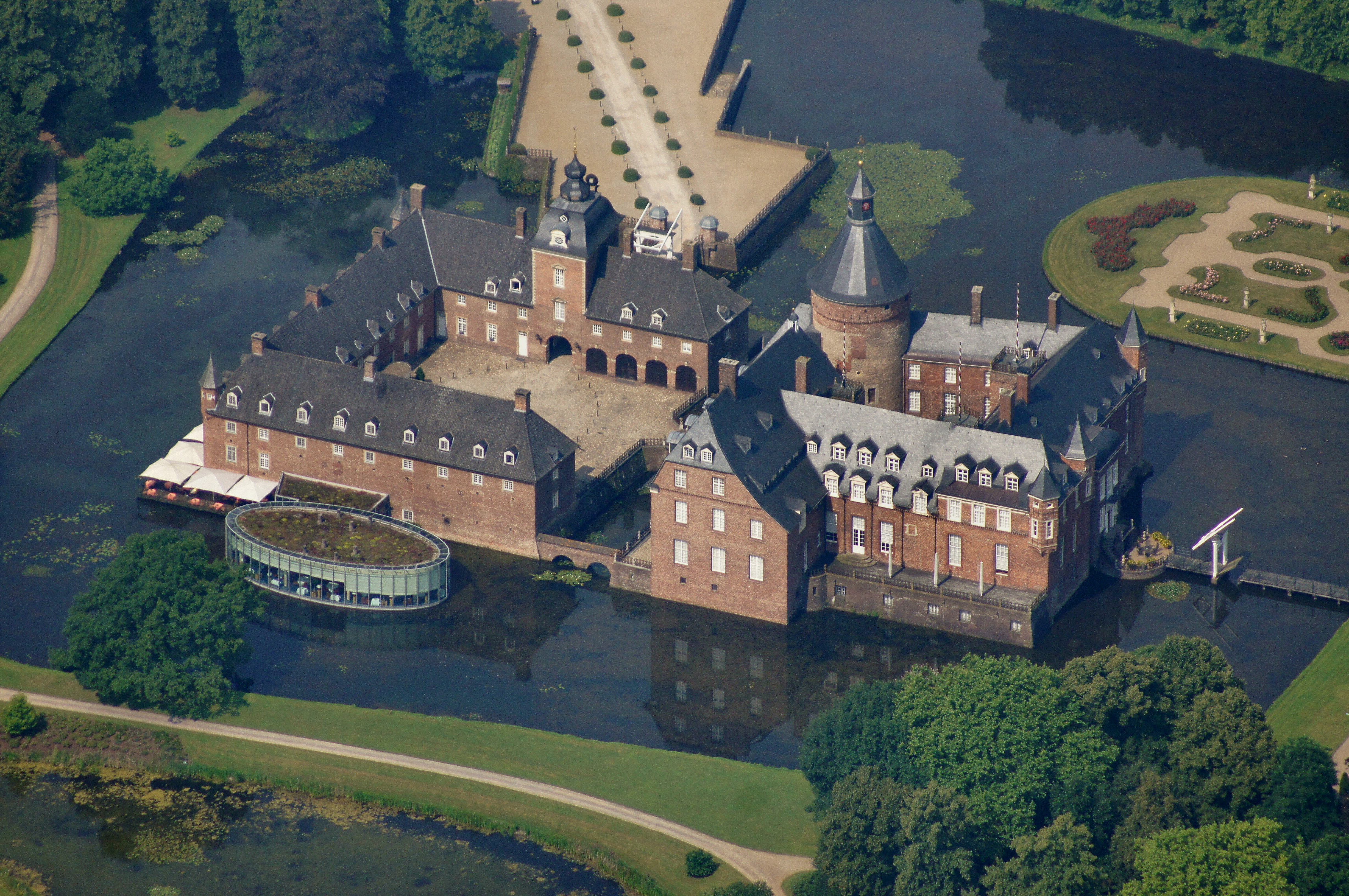
Wasserschloss Anholt, Anwesen der Gräfin

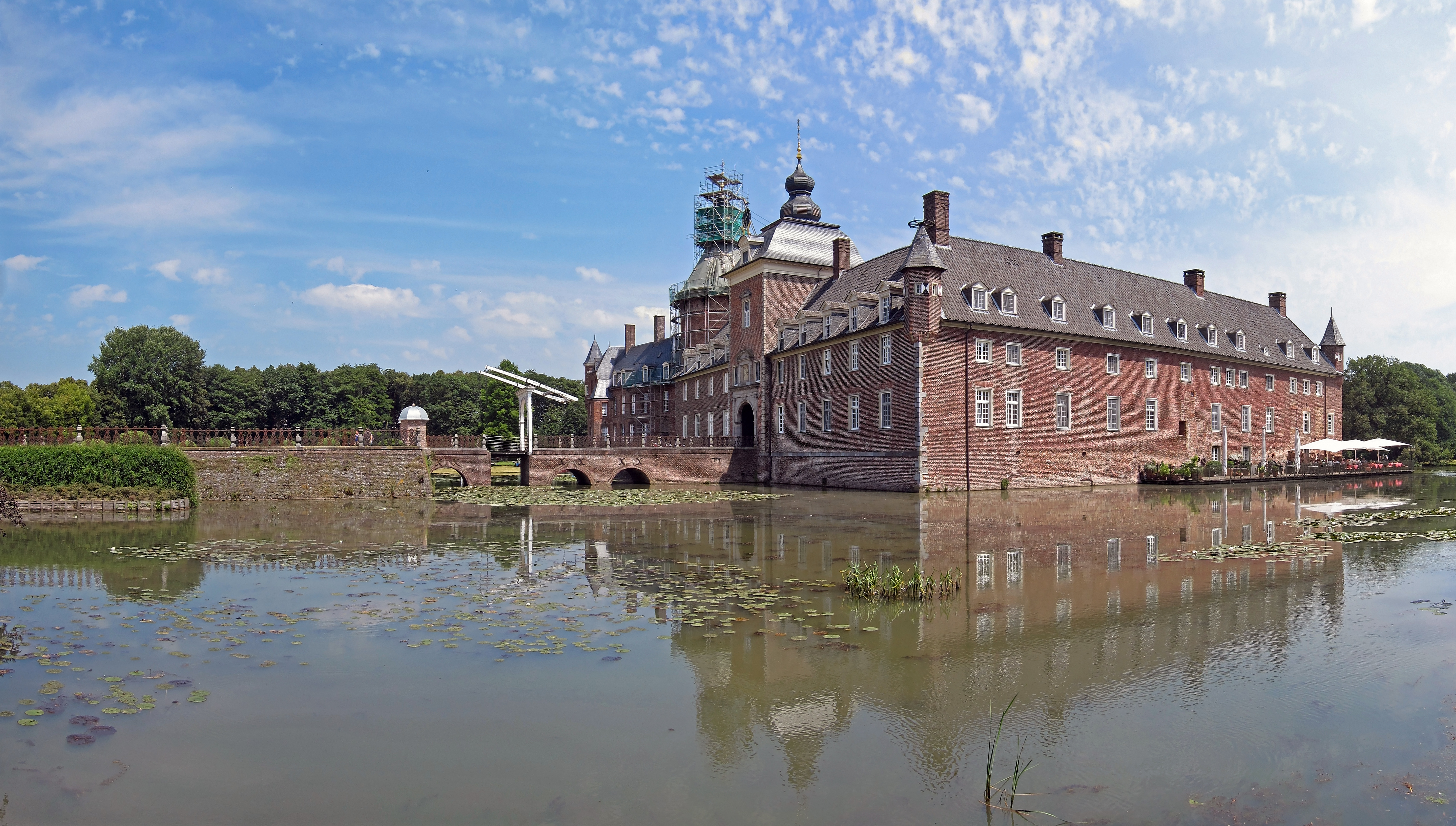
Wasserschloss Anholt aus einer anderen Perspektive
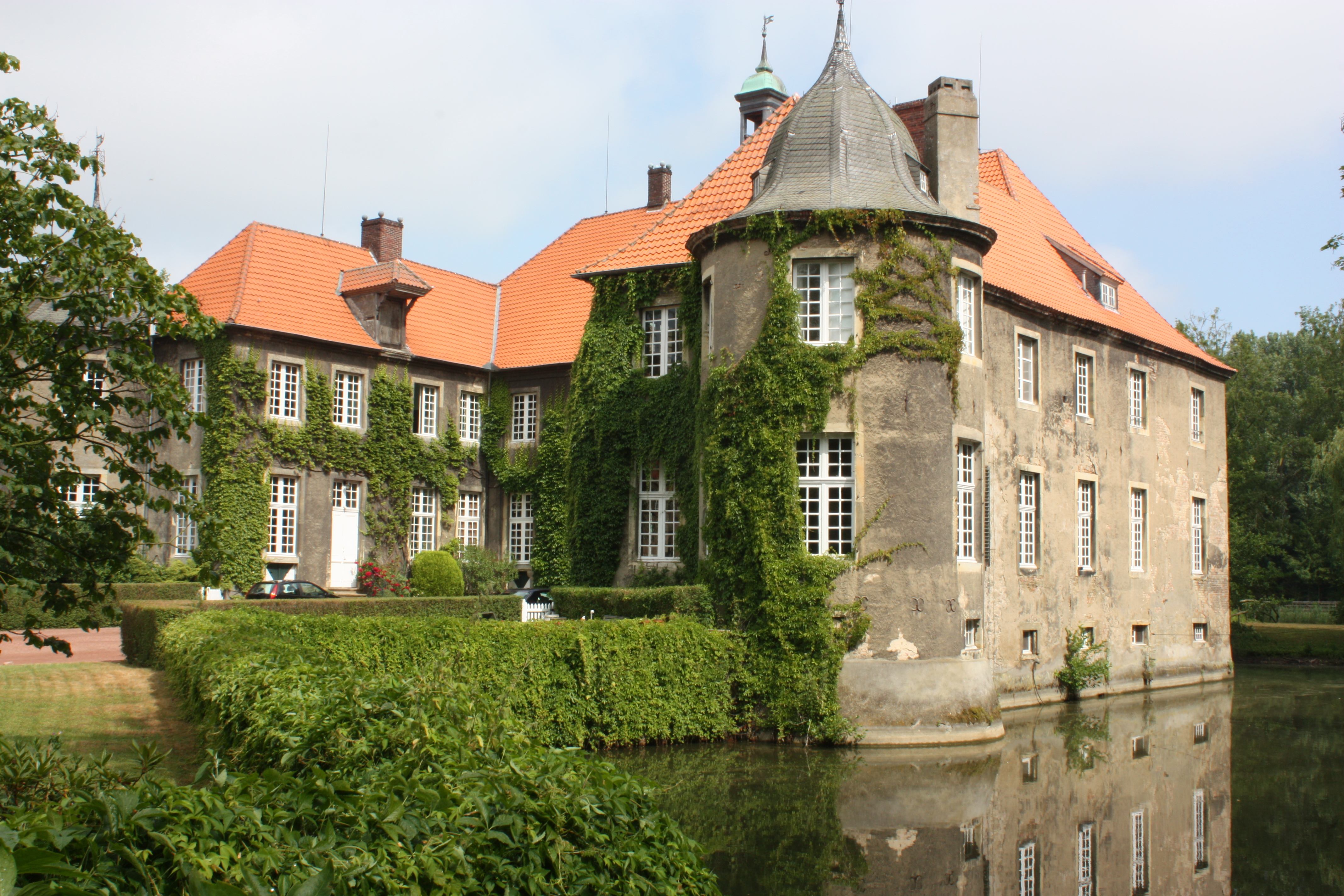
Haus Itlingen, Kremer-Hof

Thomas Fritsch soll das Pferd Mazzoni, das in den Filmen als „Samuraj“ zu sehen war, nach Drehschluss gekauft haben. Im Spiegel war jedoch zu lesen, diese Geschichte sei „eine Mär“. Zu unverhofftem Ruhm kam der Wallach, der einst Walter Scheel gehörte und vom Filmteam für 15.000 DM erworben worden war, trotzdem. Rennbahnen lobten Extraprämien aus, um den Vollblüter an den Start zu bekommen, auch wenn Mazzoni, anders als der von ihm verkörperte Wallach Samuraj, kein Gewinnerpferd war. Dem Galoppsport half die Serie allerdings wieder auf die Beine. Die großen Bahnen in der Bundesrepublik verzeichneten seinerzeit einen starken Besucheranstieg und auch der Wetteinsatz kletterte in ungeahnte Höhen.
Der Sturz Adlers, der seine Jockeykarriere beendete, soll live unter Einsatz des real fallenden Pferdes „Glöckchen“ in Szene gesetzt worden sein, was seinerzeit für allerhand Wirbel sorgte. Der in der Nähe von Köln lebende ungarische Veterinär und Stuntman Steve Szigeti, der die Szene für Thomas Fritsch doubelte, sah sich nach der Fernsehausstrahlung mit einer Anzeige wegen Tierquälerei konfrontiert. Ein weiteres Double Fritschs war der echte Jockey Ralf Suerland aus Castrop-Rauxel.
Die Serie, die bei ihrer Erstausstrahlung jeden Samstag fast 13 Millionen Zuschauer verfolgten und die Einschaltquoten von bis zu 42 Prozent verbuchen konnte, war ein großer Erfolg, wurde aber überraschenderweise nach der ersten Staffel nicht fortgesetzt.
Fünf Jahre zuvor ließ der WDR eine ähnliche Serie rund um den Pferdesport für das Vorabendprogramm produzieren: Turf – Fast unmögliche Geschichten.

### DVD
Studio Hamburg Enterprises gab die vollständige Serie am 16. Juni 2017 auf DVD heraus.

## Kritik
Moviepilot lobte: „Diese Serie aus dem Jahr 1989 zählt bis heute zu den erfolgreichsten Serien, die jemals im ZDF zu sehen waren. Eine spannende Story, die Créme-de-la-Créme der deutschen Schauspielergarde sowie ein sehr atmosphärisch-emotionaler Soundtrack machen ‚Rivalen der Rennbahn‘ zu einem Meilenstein der deutschen Fernsehgeschichte.“
Auch von Kino.de wurde die „Top-Besetzung“ in der „aufwändigen ZDF-Serie“ gelobt. Obwohl die Serie „alle Zutaten eines Serienhits“ enthalten habe und auch die Quoten zufriedenstellend gewesen seien, sei sie nicht fortgesetzt worden, was vielleicht am „Aufwand“ gelegen habe: „Immerhin wurde auf den verschiedensten Rennbahnen der Welt und feudalen Fürstensitzen gedreht, zahllose Pferde, Jockeys und Stuntmen waren im Einsatz. Auch Thomas Fritsch, der 20 Jahre vor den Dreharbeiten das letzte Mal auf einem Pferd saß, musste in vielen Szenen gedoubelt werden.“

## Besetzung
| Schauspieler       | Rollenname                    | Rolle                                                                      | Folge(n) | Jahr(e) |
| ------------------ | ----------------------------- | -------------------------------------------------------------------------- | -------- | ------- |
| Thomas Fritsch     | Christian Adler               | anfangs Jockey, dann Leiter eines Rennstalls                               | 1–11     | 1989    |
| Jutta Speidel      | Monika Adler                  | Christians Frau, Besitzerin einer Modeboutique                             | 1–11     | 1989    |
| Pierre Franckh     | Bruno Adler                   | Christians Bruder                                                          | 4–11     | 1989    |
| Margot Hielscher   | Louise Gräfin Hayn-Hohenstein | befreundet mit den Adlers, fördert Christian                               | 1–11     | 1989    |
| Margret Homeyer    | Theresa                       | Angestellte und Freundin der Gräfin                                        | 1–11     | 1989    |
| Manfred Zapatka    | Hans-Otto Gruber              | neureicher millionenschwerer Geschäftsmann                                 | 1–11     | 1989    |
| Maja Maranow       | Sylvia Gruber                 | Grubers Ehefrau, Geliebte von Christian                                    | 1–11     | 1989    |
| Achim Sauter       | James                         | Butler bei den Grubers                                                     | 1–11     | 1989    |
| Hellmut Lange      | Wolf Kremer                   | Betreiber eines Rennstalls, befreundet mit der Gräfin                      | 1–11     | 1989    |
| Ilse Werner        | Tante Ella                    | Schwester von Wolf Kremer, den sie im Rennstall unterstützt                | 1–11     | 1989    |
| Ferdy Mayne        | Emanuel von Rödermark         | befreundet mit der Gräfin                                                  | 1–11     | 1989    |
| Tilly Lauenstein   | Rosalinde von Rödermark       | Ehefrau von Emanuel von Rödermark, befreundet mit der Gräfin               | 1–11     | 1989    |
| Zacharias Preen    | Klaus Schmittgen              | Stallbursche und Nachwuchsjockey                                           | 1–11     | 1989    |
| Santiago Ziesmer   | Ludger                        | Stallbursche                                                               | 3–11     | 1989    |
| Joe Sumner         | Peter                         | Stallbursche                                                               | 4–7      | 1989    |
| Radost Bokel       | Margit Franke                 | Stallmädchen                                                               | 2–11     | 1989    |
| Peter Aust         | Herr Franke                   | Vater von Margit Franke                                                    | 2, 10    | 1989    |
| Horst Frank        | Herr Ziehlmann                | reicher Geschäftsmann und Pferdezüchter                                    | 1, 9–11  | 1989    |
| Jürgen Draeger     | Dieter Homburg                | Reitstallbesitzer                                                          | 1–11     | 1989    |
| Joachim Wolf       | Max Maier                     | Restaurantbesitzer und Pferdenarr                                          | 1–11     | 1989    |
| Hans Clarin        | Rolf Lesch                    | Stallmeister, ehemaliger Alkoholiker                                       | 2–11     | 1989    |
| Thekla Carola Wied | Thea Waasing                  | vermögende Geschäftsfrau                                                   | 7–10     | 1989    |
| Winfried Glatzeder | Georg Waasing                 | Juwelier, Ehemann von Thea                                                 | 7–9      | 1989    |
| Wolf-Dietrich Berg | Bernhard Schadenstedt         | Buchhändler und Mitglied der Reitgesellschaft; bemüht sich um Monika Adler | 4–11     | 1989    |

## Handlung der einzelnen Episoden
| \| Nr. \| Erstausstrahlung \| Titel \| Gaststars \| Bemerkung \| \| 01 \| 30. März 1989 \| Gewinner und Verlierer (Auftaktfilm 89 Minuten) \| Markus Kissling als Stallbursche Udo, Majid Farahat als Scheich Al Hakim \| Christian Adlers Kosename für seine Frau ist „Stoffel“. \| \| 02 \| 01. April 1989 \| Das Attentat \| Horst Naumann als Professor Sieg, Peter Nottmeier als Thomas \| Gruber bezahlt Thomas dafür, dass er im Stall Kremer/Adler Feuer legt. \| \| 03 \| 08. April 1989 \| Partner \| Majid Farahat als Scheich Al Hakim, Ulrich Gressieker als Abgesandter des Scheichs \| \| \| 04 \| 15. April 1989 \| Verdacht \| Gerd Holtenau als Rechtsanwalt \| Monika Gruber informiert sich bei ihm über eine Scheidung. \| \| 05 \| 22. April 1989 \| Die Untersuchung \| Elert Bode als Gerhard Thiel, Werner Brehm als Tierarzt \| Thiel ist Vorsitzender des Reitausschusses. \| \| 06 \| 29. April 1989 \| Gewitterwolken \| Ursula Karven als Jeannette, Eddie Constantine als Monsieur Belmont, französischer Millionär und Kunsthändler, Jale Arikan als Camille Belmot, seine Tochter \| Belmont bietet mit um das „Millionenpferd“. Jeannette ist Grubers Geliebte. \| \| 07 \| 06. Mai 1989 \| Die Doppelgängerin \| Ursula Karven als Jeannette, Lajos Kovács als Imre Todt \| Ungar, dem Bruno das Pferd „Szeretlek“ abkauft. \| \| 08 \| 13. Mai 1989 \| Gefährliches Spiel \| \| \| \| 09 \| 20. Mai 1989 \| Das Zukunftsrennen \| \| \| \| 10 \| 27. Mai 1989 \| Am seidenen Faden \| Ulrich Gressieker als Abgesandter des Scheichs, Horst Naumann als Professor Sieg, Friedrich G. Beckhaus als Privatdetektiv \| Prof. Sieg behandelt Kremer. Der Privatdetektiv arbeitet für Gruber. \| \| 11 \| 03. Juni 1989 \| Zerreißprobe \| Friedrich G. Beckhaus als Privatdetektiv, Peter Nottmeier als Thomas \| Thomas hat auch hier beim „Unfall“ von Klaus Schmittgen wieder seine Finger im Spiel. \| - Folge 1 Gewinner und Verlierer Christian Adler ist ein erfolgreicher Jockey, der sich im Rennbahn-Milieu zwischen Turf-Adel und neureichen Rennstallbesitzern sicher bewegt. Nachdem er eine Affäre mit der mondänen Sylvia Gruber begonnen hat, hat seine Frau Monika, Besitzerin einer Boutique, sich von ihm getrennt. Beide sind sich jedoch einig, dass sie sich immer noch lieben. Christian, der seine Frau unbedingt zurückgewinnen möchte, beendet die Affäre mit Sylvia, die sich daraufhin an Monika zu rächen versucht. Sie bringt ihren Mann Hans-Otto, einen mehrfachen Millionär, dazu, die Pacht für Monikas Boutique, die sich neben weiteren Geschäften in bester Lage im Besitz der Grubers befindet, um das Dreifache zu erhöhen. Natürlich bleibt es nicht aus, dass Christian und Sylvia sich weiter begegnen, da er auch für das Ehepaar reitet. Als Gruber von Christian verlangt, ein anstehendes Rennen zu verlieren, schlägt er dieses Ansinnen in den Wind und geht als Sieger durchs Ziel. Ein heftiger Streit ist die Folge, an dessen Ende Gruber Christian unverhohlen droht, dass er ihn fertigmachen werde. Eine Freundin und Fürsprecherin hat Christian sowohl beruflich als auch privat in Louise Gräfin Hayn-Hohenstein, die ihre Pferde auf dem Hof von Wolf Kremer untergebracht hat, der in großen finanziellen Schwierigkeiten steckt. Als die Gräfin von Kremer auf ein Pferd aufmerksam gemacht wird, das dem einflussreichen Geschäftsmann Ziehlmann gehört, will sie, dass Christian den Wallach namens „Samuraj“ für sie erwirbt. Christian, der von dem Tier hingerissen ist, muss gegen Sylvia Gruber bieten. Die Gräfin hat ihm ein Limit von 65.000 DM gesetzt. Als Sylvia Gruber 80.000 DM bietet, kann Christian nicht anders, er bietet 90.000, da er das Tier unbedingt haben will. Die Gräfin zeigt ihm ihre Enttäuschung sehr deutlich. Nun ist es an Christian, den fälligen Betrag aufzubringen. Der mit Christian befreundete Rennstallbesitzer Dieter Homburg bietet ihm an, fest für ihn zu arbeiten, da er gerade einen Scheich als lukrativen Neukunden gewonnen hat. Den erbetenen Vorschuss von 70.000 DM könne er ihm nur zahlen, weil der Scheich bereits einen größeren Betrag überwiesen habe. Christian überrascht Monika mit Samuraj, den er ihr zum Geschenk macht. Gruber, der Christian eins auswischen will, besticht einen der Jockeys in einem anstehenden Rennen dafür zu sorgen, dass Christian zu Fall kommt. Adler stürzt schwer und bleibt bewusstlos auf dem Rasen liegen. - Folge 2 Das Attentat Bei seinem Sturz ist Christian Adler nur knapp einer Querschnittslähmung entgangen. Die Empfehlung von Professor Sieg ist bitter für den passionierten Jockey, er rät ihm dringend davon ab, weiter Rennen zu reiten. Gräfin Louise schlägt Christian vor ins Trainerlager zu wechseln. Sie hat den Stall von Rolf Kremer im Auge, der Hilfe auf seinem Hof dringend gebrauchen könnte. Eine Partnerschaft der beiden Männer lässt sich jedoch schwieriger an, als vermutet und kommt nur durch Vermittlung der Gräfin zustande. Für Christian ist es besonders bitter, dass er nun niemals ein Rennen mit Samuraj wird gewinnen können. Auch weiß er nicht, wie er seinem Freund Dieter Homburg nun der erhaltenen Vorschuss zurückzahlen soll und spielt mit den Gedanken, Samuraj wieder zu verkaufen. Homburg gewährt ihm jedoch erst einmal einen Aufschub. Gern würde Christian wieder mit seiner von ihm getrennt lebenden Frau Monika zusammenziehen, doch diese bittet ihn um etwas mehr Zeit. Monika muss sich zudem damit herumschlagen, dass ihr die Miete für ihre Boutique exorbitant erhöht worden ist, was sie der Rache Sylvia Grubers verdankt. Auf dem Hof macht die Schülerin Margit Franke Probleme, die von zu Hause ausgerissen ist, und gern bleiben möchte, um als Stallhilfe zu arbeiten. Wolf Kremer und seine Schwester Ella setzen alles daran, dem jungen Mädchen zu helfen. Christian hingegen versucht Rolf Lesch als neuen Stallmeister zu gewinnen, eine Empfehlung der Gräfin. Dass Lesch seine vorherige Stellung wegen Alkoholproblemen verloren hat, trägt nicht dazu bei, dass Kremer erfreut ist. Hans-Otto Gruber hingegen will vier seiner Pferde im Stall Kremer/Adler unterstellen und trainieren lassen, verbindet damit jedoch ganz bestimmte Absichten. Bisher standen die Tiere bei Dieter Homburg, der nun entsprechend zornig und enttäuscht reagiert. Während Christian und Wolf sich streiten, bricht im Stall ein Feuer aus. - Folge 3 Partner Alle Pferde können dank der schnellen Reaktion der Besitzer und ihrer Helfer aus dem brennenden Stall gerettet werden. Zum Glück findet sich auch Samuraj wieder an, der zunächst verschwunden ist. Wolf Kremer verdächtigt einen der Angestellten, im Stall geraucht zu haben. Thomas, der sich für das Legen des Feuers von Gruber hat bezahlen lassen, tut empört, um dann schimpfend zu verschwinden. Als Rolf Lesch sich entgegen Christians Erwartungen, als Stallmeister bewirbt, kommt es erneut zum Streit zwischen ihm und Wolf. Die Vermittlungsversuche der Gräfin, aber auch von Monika und Ella wenden sich zum Guten als Lesch selbst es ist, der Wolf von seinen Fähigkeiten überzeugen kann. Er ist daraufhin bereit, ihn auf Probe als Stallmeister einzustellen. Lesch sorgt dafür, dass die neue Stute „Blue Queen“ ihre Eingewöhnungsschwierigkeiten überwindet, indem man ihr, wie sie es gewohnt war, ihr Pony wieder mit in den Stall stellt. Dieter Homburg ist nach wie vor wütend auf Christian, da er davon überzeugt ist, dass dieser die Schuld daran trägt, dass Gruber ihm mehrere seiner Pferde entzogen hat. Als er später zufällig ein Treffen zwischen Christian und dem Scheich beobachtet, steigert er sich in die Vorstellung hinein, sein Freund wolle ihm weitere Pferde wegnehmen, was zu einer tätlichen Auseinandersetzung führt. Monika nimmt sich inzwischen der Buchhaltung für den Hof an und es sieht ganz so aus, als würde sie einem erneuten Zusammenleben mit Christian nicht mehr ablehnend gegenüberstehen. Sylvia Gruber hingegen gibt sich noch immer nicht geschlagen und versucht eine geschäftliche Verabredung mit Christian dazu zu missbrauchen, ihn zu verführen. Obwohl ihr das nicht gelingt, platzt Monika genau in eine verfängliche Situation hinein und glaubt prompt das Gegenteil. Christian vertraut sich der Gräfin an, die Monika dazu überreden kann, zum Rennen nach Deauville zu fahren, um sich wieder mit ihrem Mann zu versöhnen. Da auch Sylvia in Deauville ist, nimmt Christian sie mit auf sein Zimmer, wo Monika bereits auf ihn wartet. - Folge 4 Verdacht Für Monika Adler steht nach dieser demütigenden Situation fest, dass Christian ihr nach wie vor untreu ist und immer noch ein Verhältnis mit Sylvia Gruber hat. Sie informiert sich bei einem Anwalt, um so bald wie möglich die Scheidung in die Wege zu leiten. Christian gerät erneut in finanzielle Schwierigkeiten und spielt abermals mit dem Gedanken, Samuraj doch noch zu verkaufen. Sylvia bietet ihm ihre Hilfe an. Sie schreibt ihm einen Scheck über 70.000 DM aus, den Christian, wenn auch zögernd, annimmt. Hans-Otto Gruber bleibt ein schwieriger Geschäftspartner. Obwohl sein neuer Hengst „Black Lace“ nicht fit ist, besteht er darauf, dass er das in Düsseldorf stattfindende Rennen bestreiten soll. Überraschend taucht Christians Bruder Bruno im Stall Kremer/Adler auf. Sein Versuch, den Stallburschen Ludger zu bestechen, damit dieser ihm Informationen über das nächste Rennen gibt, läuft anfangs fehl. Zur Überraschung aller gewinnt Black Lace das Rennen in Düsseldorf. Bruno, der wohl unzutreffende Tipps gegeben hatte, welches Pferd siegreich sein wird, sieht sich unmittelbar nach Rennende von diversen wenig vertrauenserweckenden Männern verfolgt. Beim von der Rennleitung durchgeführten Dopingtest findet man im Blut von Black Lace Spuren des Aufputschmittels Theobromin. - Folge 5 Die Untersuchung Nachdem Black Lace ganz offensichtlich gedopt worden ist, gibt es eine Voruntersuchung des Falles. Christians und Wolfs Trainerlizenzen sind in ernsthafter Gefahr. Hans-Otto Gruber tobt, da die Angelegenheit auch auf ihn zurückfällt und seinem ohnehin nicht bestem Ruf weiter schadet. Nicht nur in Reiterkreisen erregt dieser Skandal Aufsehen. Christian glaubt, dass sein Bruder Bruno etwas mit der Sache zu tun hat und will ihn zur Rede stellen. Als er Bruno in dessen Wohnung aufsucht, bietet sich ihm ein Bild der Verwüstung und mittendrin sein Bruder, der zusammengeschlagen wurde. Kremer findet heraus, dass im Stroh versteckte Pralinen, die Ludger Margit Franke geschenkt hatte, und von Black Lace gefressen wurden, ursächlich für das Theobromin in dessen Blut waren. Jetzt muss man nur den Untersuchungsausschuss noch davon überzeugen, dass Kremer und Wolf nichts mit dem Doping zu tun haben. Nachdem Margit und Ludger vor dem Untersuchungsausschuss ausgesagt und die Schilderung der Trainer untermauert haben, gibt es keine weitergehenden Untersuchungen. Thiel teilt Kremer und Adler sowie Gruber mit, dass er ihre Version der Geschichte glaube und belässt es bei einer Verwarnung. Zwischen Christian und Monika kommt es zur Versöhnung, die jedoch erneut gefährdet ist, als Monika ihren Mann, von diesem unbemerkt, wiederum mit Sylvia Gruber aus dessen Wohnung kommen sieht. - Folge 6 Gewitterwolken Gräfin Hayn-Hohenstein gibt zu Beginn der neuen Rennsaison eine Gartenparty. Es ist offensichtlich, dass Monika Christian erneut misstraut. Hans-Otto Gruber bittet Christian, ihn nach Deauville zu begleiten, wo er auf der Jährlingsauktion die Stute „Gunpowder Girl“ für sage und schreibe eine Million DM erwirbt. Auch Sylvia ist mit in Deauville, kann Christian aber nicht dazu bringen, mit ihr ins Bett zu gehen, nachdem deren Mann vorzeitig wegen geschäftlicher Probleme zurückgeflogen ist. Wütend fährt sie deshalb mit dem Nachtzug zurück nach Deutschland und findet ihrem Mann zuhause mit einer blonden Frau im Bett vor. Auf ihre spätere Frage, meint Gruber nur, das Verhältnis mit Jeannette dauere schon einige Monate. Samuraj bestreitet sein erstes Rennen mit Nachwuchsjockey Klaus Schmittgen und belegt den dritten Platz. Klaus ist damit überhaupt nicht zufrieden und wird von Margit getröstet. Während die Gräfin ein Fest gibt, ist Rolf Lesch mit dem teuren Pferd Gunpowder Girl unterwegs. Ein hereinbrechendes Unwetter lässt das Tier so panisch reagieren, dass es Lesch abwirft und über ein Gartentor springt. Es bricht sich beide Vorderbeine. Kremer, der hinzukommt, bleibt nur, das Tier von seinem Leid zu erlösen. Lesch macht sich bittere Vorwürfe, obwohl ihn keine Schuld trifft. Gruber ist außer sich und droht an, seine Pferde aus dem Stall zu nehmen. - Folge 7 Die Doppelgängerin Nach dem Verlust seines Pferdes Gunpowder Boy lässt Gruber alle seine Pferde vom Stall Kremer/Adler abtransportieren. Rolf Lesch nimmt sich das Unglück so sehr zu Herzen, dass er wieder zu trinken beginnt und unter Alkoholeinfluss einen Unfall verursacht. Kurz darauf wird er erpresst. Überraschend wird dem Stall von Wolf und Christian Hilfe durch die Geschäftsfrau Thea Waasing zuteil, die ihnen zehn ihrer Pferde zum Training überlassen will. Die Aktion richtet sich in erster Linie gegen Gruber, mit dem sie noch eine Rechnung offen hat. Auch Bruno Adler ist wieder aktiv, er hat einen neuen Plan entwickelt, doch noch an einen großen Wettgewinn zu kommen. Er will in einem Rennen ein Pferd aus Ungarn gegen Akazienblüte, das Pferd von Max Maier, das kein Gewinner ist, vertauschen. Ein Sieg dieses Außenseiterpferdes würde hohe Quoten bringen. Das Pferde gewinnt zwar, Bruno und Max haben jedoch falsch gesetzt und bekommen kein Geld. Damit man ihnen nicht doch noch auf die Spur kommt, will Bruno das edle Tier an den Pferdemetzger verkaufen. - Folge 8 Gefährliches Spiel Christian kommt seinem Bruder und Max jedoch auf die Schliche. Als er Bruno mit Anzeige droht, meint dieser, er solle nicht vergessen, dass er als Trainer von Akazienblüte automatisch auch verantwortlich sei. Für „Szeretlek“ bedeutet dies allerdings die Rettung. Bruno tut auf dem Hof nun so, als habe er die Stute gerade erst aus Ungarn geholt. Nur wenig später bekommt Christian Erpresserbriefe. Der Erpresser scheint von den vertauschten Pferden zu wissen. Christian vertraut sich der Gräfin an. Gräfin Hayn-Hohenstein versucht immer noch, Christian und Monika wieder zusammenzubringen. Dieser hegt große Bewunderung für Thea Waasing. Er begleitet sie zum Amzonenrennen nach München, das Thea dann auch gewinnt, und zwar zum großen Ärger von Sylvia Gruber, die ebenfalls teilnimmt. Monika hingegen ist mit Bernhard Schadenstedt, der sich Hoffnungen auf eine gemeinsame Zukunft macht, nach Salzburg gefahren. Als er sie auf ihrem Zimmer küssen will, dreht sie den Kopf zur Seite. Im Stall gibt es Probleme, da der Pachtvertrag für Gebäude und Grund und Boden ausläuft und Wolf und Christian eine Räumung des Geländes nur abwenden können, wenn sie genügend Geld auftreiben, um die Immobilie zu erwerben. Gruber, der immer noch daran interessiert ist, Christian Samuraj abzujagen, bietet ihm 400.000 DM für das Tier. - Folge 9 Das Zukunftsrennen Christian, der telefonisch einen Treffpunkt für die Übergabe des erpressten Lösegeldes erhalten hat, bittet die Gräfin, ihn zu begleiten. Natürlich schlägt diese ihm seinen Wunsch nicht ab. Christian legt den Erpresser herein und seine Vermutung, wer der Täter sein könnte, bestätigt sich tatsächlich, sein eigener Bruder versucht mit dem von ihm angezettelten Betrug doch noch Kasse zu machen. Herr Ziehlmann bittet zu deren Überraschung Monika Adler, ihn zur großen Rennwoche nach Baden-Baden zu begleiten. Dort sind auch Christian und Thea Waasing. Als er seine Frau am Arm einen Konkurrenten im Ballsaal auftauchen sieht, ist Christian erstaunt und irritiert. Eigentlich wollte er bei Thea aufs Ganze gehen. Das erledigt sich jedoch auch insoweit, als Thea erstens nicht dazu bereit ist und zweitens ihr Mann überraschend in Baden-Baden auftaucht. Wieder einmal kommt es zwischen Monika und Christian zur Versöhnung. Christian ist sich diesmal sicher, dass sein Platz an Monikas Seite der ist, wohin er gehört. Als beim Rennen in Baden-Baden Theas Waasings Pferd knapp vor dem Pferd der Grubers siegt, ist Gruber außer sich und beschuldigt Christian, dem Jockey entsprechende Anweisung erteilt zu haben. Er werde sich bei der Rennleitung beschweren wettert er so laut, dass die feine Gesellschaft nicht umhin kann, sein Gepolter mit anzuhören. Zur selben Zeit bricht Wolf Kremer im Pferdestall bewusstlos zusammen. - Folge 10 Am seidenen Faden Es ist Bruno, der Wolf Kremer bewusstlos im Stall findet und sofort seinen Bruder anruft. Im Krankenhaus erklärt Professor Sieg, der behandelnde Arzt, Kremer habe eine Durchblutungsstörung im Gehirn erlitten, er müsse ohnmächtig geworden und mit dem Kopf aufgeschlagen sein. Ob er wieder ganz gesund werde, lasse sich noch nicht sagen, auch nicht, ob er eventuell bleibende Schäden erlitten habe. Glücklicherweise ist letzteres nicht der Fall, Kremer ist aber apathisch und sieht keinen Sinn mehr in seinem Leben. Rolf Lesch hingegen wird immer noch aufgrund seines Unfalls unter Alkoholeinfluss erpresst. Dann jedoch greift Tante Ella ein und bereinigt die Sache für ihn. Margit bekommt Probleme mit ihren Eltern, da sie öfter die Schule geschwänzt hat. Sie wollen sie zurück nach Hause holen. Dank Monikas Versprechen, sich ihrer anzunehmen, darf sie bleiben. Hans-Otto Gruber hingegen hat einen, wie er glaubt, perfekten Plan entworfen, um den Stall Kremer/Adler mitsamt Samuraj zu übernehmen. Er setzt sich mit Ziehlmann in Verbindung, um ihn als Strohmann für sein Vorhaben zu gewinnen. Auch Sylvia Gruber ist nicht untätig, sie will Christian immer noch zurückhaben und lässt sich etwas Besonderes einfallen. Christian lässt sie jedoch abblitzen, woraufhin sie umgehend ihre 70.000 DM zurückhaben will, die er natürlich nicht hat. Das Schlimme ist, Christian hat ihr Samuraj auf einem Schuldschein verpfändet. - Folge 11 Zerreißprobe Christian versucht verzweifelt das Geld aufzutreiben, um Samuraj nicht zu verlieren. Inzwischen versucht Gruber mit Hilfe von Ziehlmann seinen Plan umzusetzen, Christian den Rest zu geben. Monika rät Christian mit der Gräfin zu sprechen, was er jedoch partout nicht will. Als Ziehlmann Christian das Angebot unterbreitet, ihm das benötigte Darlehen geben zu wollen, wenn er ihm Samuraj verpfände, schlägt Christian ein. Monika treibt unterdessen die 70.000 DM für Samuraj auf, indem sie die Gräfin als stille Teilhaberin in ihre Boutique aufnimmt. Als Christian Sylvia das Geld in einem großen Blumenstrauß offeriert, ist sie ungemein sauer. Der Gräfin gelingt es, Wolf Kremers Lebensgeister wieder zu erwecken, indem sie ihm klarmacht, wie sehr er gebraucht wird. Bruno Adler hat mehr zufällig ein Gespräch zwischen Kremer und dem ehemaligen Stallburschen Thomas belauscht, in dem Gruber Thomas anstiftet, Klaus Schmittgen, der Samuraj im alles entscheidenden Rennen reiten soll, außer Gefecht zu setzen. Kremer hat ein goldenes Feuerzeug liegenlassen, das Bruno an sich nimmt. Tatsächlich gelingt es Thomas, Klaus auf der Fahrt zum Rennplatz von der Straße zu drängen. Der junge Mann bricht sich das Bein und kommt ins Krankenhaus. Daraufhin entschließt sich Christian, trotz des Protestes von Monika und der Gräfin, Samuraj selbst zu reiten. Er muss das Rennen gewinnen, da er und Kremer sonst alles verlieren. Nicht nur Monika ist außer sich, dass Christian dieses hohe Risiko eingehen will und eine Querschnittslähmung riskiert. Kurz vor Rennbeginn lässt Gruber Christian dann auch noch wissen, dass Samuraj praktisch schon ihm gehöre, Ziehlmann habe ihm als Strohmann gedient. Nur wenig später in seiner Loge ist Gruber jedoch der Dumme, Ziehlmann gibt ihm seinen Scheck zurück mit dem Bemerken, er sei aus der Sache raus. Er lässt Gruber noch wissen, dass er es überhaupt nicht möge, wenn man versuche, ihn zu benutzen. Das Unfassbare wird wahr, Christian und Samuraj gewinnen das Rennen. Ziehlmann gratuliert als einer der ersten und klärt Christian auf, dass Gruber außen vor sei. Dieser wird gerade von der Polizei abgeführt, nachdem er die Frage, ob das goldene Feuerzeug, das sie ihm präsentieren, ihm gehöre, freudig bejaht hat. |                  |                                                 | |                                                                                       |
| Nr. | Erstausstrahlung | Titel                                           | Gaststars | Bemerkung                                                                             |
| 01 | 30. März 1989    | Gewinner und Verlierer (Auftaktfilm 89 Minuten) | Markus Kissling als Stallbursche Udo, Majid Farahat als Scheich Al Hakim                                                                                     | Christian Adlers Kosename für seine Frau ist „Stoffel“.                               |
| 02 | 01. April 1989   | Das Attentat                                    | Horst Naumann als Professor Sieg, Peter Nottmeier als Thomas                                                                                                 | Gruber bezahlt Thomas dafür, dass er im Stall Kremer/Adler Feuer legt.                |
| 03 | 08. April 1989   | Partner                                         | Majid Farahat als Scheich Al Hakim, Ulrich Gressieker als Abgesandter des Scheichs                                                                           |                                                                                       |
| 04 | 15. April 1989   | Verdacht                                        | Gerd Holtenau als Rechtsanwalt | Monika Gruber informiert sich bei ihm über eine Scheidung.                            |
| 05 | 22. April 1989   | Die Untersuchung                                | Elert Bode als Gerhard Thiel, Werner Brehm als Tierarzt | Thiel ist Vorsitzender des Reitausschusses.                                           |
| 06 | 29. April 1989   | Gewitterwolken                                  | Ursula Karven als Jeannette, Eddie Constantine als Monsieur Belmont, französischer Millionär und Kunsthändler, Jale Arikan als Camille Belmot, seine Tochter | Belmont bietet mit um das „Millionenpferd“. Jeannette ist Grubers Geliebte.           |
| 07 | 06. Mai 1989     | Die Doppelgängerin                              | Ursula Karven als Jeannette, Lajos Kovács als Imre Todt | Ungar, dem Bruno das Pferd „Szeretlek“ abkauft.                                       |
| 08 | 13. Mai 1989     | Gefährliches Spiel                              | |                                                                                       |
| 09 | 20. Mai 1989     | Das Zukunftsrennen                              | |                                                                                       |
| 10 | 27. Mai 1989     | Am seidenen Faden                               | Ulrich Gressieker als Abgesandter des Scheichs, Horst Naumann als Professor Sieg, Friedrich G. Beckhaus als Privatdetektiv                                   | Prof. Sieg behandelt Kremer. Der Privatdetektiv arbeitet für Gruber.                  |
| 11 | 03. Juni 1989    | Zerreißprobe                                    | Friedrich G. Beckhaus als Privatdetektiv, Peter Nottmeier als Thomas                                                                                         | Thomas hat auch hier beim „Unfall“ von Klaus Schmittgen wieder seine Finger im Spiel. |

## Soundtrack

### Titelliste
CD Hansa, 1989
1. Countdown G.T.O. – Rivalen der Rennbahn (Instrumental) – 2:40
2. Nino de Angelo – Samuraj – 3:55
3. Les McKeown – It’s a Game (Long Version) – 5:30
4. Marianne Rosenberg – I Need Your Love Tonight – 3:43
5. Countdown G.T.O. – Magic Race (Instrumental, Long Version) – 6:20
6. Ricky Shayne – Once I’m Gonna Stay Forever (Long Version) – 5:29
7. Blue System – Love Suite – 3:12
8. Ann Turner – I’m Your Lady – 3:12
9. Nino de Angelo – Don’t Kill It Carol – 3:30
10. Countdown G.T.O. – Samuraj (Instrumental) – 3:55
11. Countdown G.T.O. – Rivalen der Rennbahn (Reprise, Instrumental) – 1:27

### Chartplatzierungen

#### Alben
Dieter Bohlen schrieb die Titelmusik sowie den gesamten Soundtrack, der eingesungen wurde. Fünf der Songs landeten seinerzeit in den Charts:

| Jahr | Titel                | Höchstplatzierung, Gesamtwochen, AuszeichnungChartplatzierungen (Jahr, Titel, Platzierungen, Wochen, Auszeichnungen, Anmerkungen) | Höchstplatzierung, Gesamtwochen, AuszeichnungChartplatzierungen (Jahr, Titel, Platzierungen, Wochen, Auszeichnungen, Anmerkungen) | Höchstplatzierung, Gesamtwochen, AuszeichnungChartplatzierungen (Jahr, Titel, Platzierungen, Wochen, Auszeichnungen, Anmerkungen) | Anmerkungen |
| Jahr | Titel                | DE | AT | CH | Anmerkungen |
| ---- | -------------------- | --- | --- | --- | ----------- |
| 1990 | Rivalen der Rennbahn | DE2 Platin · (27 Wo.)DE | AT4 Gold · (15 Wo.)AT | CH5 Gold · (15 Wo.)CH |             |

#### Singles
| Jahr | Titel                    | Höchstplatzierung, Gesamtwochen, AuszeichnungChartplatzierungen (Jahr, Titel, Platzierungen, Wochen, Auszeichnungen, Anmerkungen) | Höchstplatzierung, Gesamtwochen, AuszeichnungChartplatzierungen (Jahr, Titel, Platzierungen, Wochen, Auszeichnungen, Anmerkungen) | Höchstplatzierung, Gesamtwochen, AuszeichnungChartplatzierungen (Jahr, Titel, Platzierungen, Wochen, Auszeichnungen, Anmerkungen) | Anmerkungen        |
| Jahr | Titel                    | DE | AT | CH | Anmerkungen        |
| ---- | ------------------------ | --- | --- | --- | ------------------ |
| 1989 | I Need Your Love Tonight | DE56 (7 Wo.)DE | — | — | Marianne Rosenberg |
| 1989 | Love Suite               | DE14 (12 Wo.)DE | — | — | Blue System        |
| 1989 | Samuraj                  | DE11 (13 Wo.)DE | — | — | Nino de Angelo     |
| 1989 | It’s a Game              | DE33 (9 Wo.)DE | — | — | Les McKeown        |